# Comitatul Wayne, Indiana
Comitatul Wayne, conform originalului din limba engleză, Wayne County, este unul din cele 93 de comitate ale statului american Indiana. Conform Census 2000 populația sa totală era de 68.260 de locuitori. Sediul comitatului este orașul Richmond. Denominarea Wayne County are numărul de ordine 89, respectiv numerotarea 177 Arhivat în 7 iunie 2011, la Wayback Machine. pe lista tuturor comitatelor din Statele Unite ale Americii, care este menținută de United States Census Bureau.

## Demografie
|  | Graficele sunt indisponibile din cauza unor probleme tehnice. Mai multe informații se găsesc la Phabricator și la wiki-ul MediaWiki. |

Date: Wikidata - grafică realizată de Wikipedia